# Rechaiga
Rechaiga (în arabă الرشايقة) este o comună din provincia Tiaret, Algeria.
Populația comunei este de 19.830 de locuitori (2008).